# The New Avengers (còmic)
The New Avengers és un equip fictici de superherois que hi apareix en comic books estatunidencs publicats per Marvel Comics. El títol ha estat emprat en quatre serials de còmics de Marvel. Els primers dos van ser escrits per Brian Michael Bendis i representaven una versió diferent de l'equip estrella de superherois de Marvel, els Avengers. El tercer va ser escrit per Jonathan Hickman i representava un grup de personatges anomenat els Illuminati (antigament introduït a New Avengers Vol. 1 nº7 [juliol de 2005]). El quart està escrit per Al Ewing i representa l'antic grup terrorista científic A.I.M., reformat com "Avengers Idea Mechanics", l'equip de batalla del qual es va apropiar del nom "New Avengers".

## New Avengers (2005-2012)

### Fundadors
| Personatge                              | Nom                                                  | Es va unir en el                                   | Notes |
| --------------------------------------- | ---------------------------------------------------- | -------------------------------------------------- | --- |
| Iron Man                                | Anthony "Tony" Edward Stark                          | New Avengers nº3 (març de 2005)                    | Líder del bàndol pro-registre. Membre fundador dels Mighty Avengers (Initiative team). Membre actual de l'equip principal de Venjadors. Es torna a unir a l'equip en New Avengers vol. 3 nº1 |
| Captain America a.k.a. Nomad, El Capità | Steven Rogers                                        | New Avengers nº3 (març de 2005)                    | Actual líder dels equips Avengers principals. Rogers encara supervisa l'equip. |
| Luke Cage a.k.a. Power Man              | Carl Lucas (nom de naixement) Lucas Cage (nom legal) | New Avengers nº3 (març de 2005)                    | Antic líder dels New Avengers. Va deixar l'equip en New Avengers vol. 2 nº30. |
| Spider-Man                              | Peter Benjamin Parker                                | New Avengers nº3 (març de 2005)                    | També membre de l'equip Avengers i de Future Foundation. |
| Wolverine                               | James "Logan" Howlett                                | New Avengers nº6 (juny de 2005)                    | Antic membre. Manté la pertinença simultània a l'equip principal de Venjadors, a X-Men, i a Uncanny Avengers. |
| Sentry                                  | Robert Reynolds                                      | New Avengers nº10 (octubre de 2005)                | Es va convertir en membre dels Mighty Avengers (Initiative team) després de Civil War i de Dark Avengers durant Dark Reign. Va fer-se renegat a Siege nº3 abans de ser matat a Siege nº4. |
| Echo a.k.a. Ronin                       | Maya Lopez                                           | New Avengers nº11 (novembre de 2005) (com a Ronin) | Actiu com a Ronin a New Avengers nº11 (2005). Operant al Japó durant Civil War; activa com a Echo en New Avengers nº27 (2007). |
| Infiltrator (2005)                      |                                                      |                                                    | |
| "Spider-Woman"                          | Veranke (fent-se passar per Jessica Drew)            | New Avengers nº3 (març de 2005)                    | Es va unir als Mighty Avengers (Initiative team) a Mighty Avengers nº7 (novembre de 2007). Es va revelar en New Avengers nº42 (agost de 2008) que era un skrull que es va infiltrar com a terrícola abans de la formació de l'equip original. Matada per Norman Osborn a Secret Invasion nº8 (gener de 2009). |

## Col·leccions editades
The New Avengers han estat compilats en diferents llibres de tapa tova. Van ser llançats en edicions de tapa dura anteriorment.

### New Avengers Vol. 1 (2005)
| Títol                                      | Material reunit                                                                 | ISBN              | Data de publicació     |
| ------------------------------------------ | ------------------------------------------------------------------------------- | ----------------- | ---------------------- |
| Volume 1: Breakout                         | The New Avengers nº1-6                                                          | 0-7851-1479-3     | 18 de gener de 2006    |
| Volume 2: The Sentry                       | The New Avengers nº7-10; New Avengers: Most Wanted Files                        | 0-7851-1672-9     | 26 de juliol de 2006   |
| Volume 3: Secrets and Lies                 | The New Avengers nº11-15; Parteix de la història de Giant-Size Spider Woman nº1 | 0-7851-1706-7     | 6 de setembre de 2006  |
| Volume 4: The Collective                   | The New Avengers nº16-20                                                        | 0-7851-1987-6     | 4 d'abril de 2007      |
| Volume 5: Civil War                        | The New Avengers nº21-25                                                        | 0-7851-2446-2     | 5 de setembre de 2007  |
| Volume 6: Revolution                       | The New Avengers nº26-31                                                        | 0-7851-2468-3     | 21 de novembre de 2007 |
| Volume 7: The Trust                        | The New Avengers nº32-37, Anual nº2                                             | 0-7851-2503-5     | 16 de juliol de 2008   |
| Volume 8: Secret Invasion (Book 1)         | The New Avengers nº38-42                                                        | 978-0-7851-2947-9 | 25 de febrer de 2009   |
| Volume 9: Secret Invasion (Book 2)         | The New Avengers nº43-47                                                        | 978-0-7851-2948-6 | 6 de maig de 2009      |
| Volume 10: Power                           | The New Avengers nº48-50; Secret Invasion: Dark Reign                           | 978-0-7851-3559-3 | 5 d'agost de 2009      |
| Volume 11: Search for the Sorcerer Supreme | The New Avengers nº51-54                                                        | 978-0-7851-3689-7 | 25 de setembre de 2009 |
| Volume 12: Powerloss                       | The New Avengers nº55-60                                                        | 0-7851-4575-3     | 24 de març de 2010     |
| Volume 13: Siege                           | The New Avengers nº61-64, Anual nº3; The New Avengers Finale                    | 978-0785145783    | 28 de juliol de 2010   |

The New Avengers també s'han compilats en les següents publicacions de tapa dura:
| Volum | Material reunit                                                                                          | ISBN              | Data de publicació     |
| ----- | --- | ----------------- | ---------------------- |
| 1     | The New Avengers nº1-10; New Avengers: Most Wanted Files; New Avengers: Custom nº676: Army & Air Force   | 0-7851-2464-0     | 5 de desembre de 2007  |
| 2     | The New Avengers nº11-20, Annual #1; Parteix de la història Giant-Size Spider-Woman nº1                  | 0-7851-3085-3     | 2 d'abril de 2008      |
| 3     | The New Avengers nº21-31; New Avengers: Illuminati; Civil War: The Confession; Civil War: The Initiative | 0-7851-3763-7     | 18 de febrer de 2009   |
| 4     | The New Avengers nº32-37, Anual nº2; Illuminati nº1-5                                                    | 0-7851-4262-2     | 5 de maig de 2010      |
| 5     | The New Avengers nº38-47                                                                                 | 0-7851-4579-6     | 1 de juny de 2010      |
| 6     | The New Avengers nº48-54 Secret Invasion: Dark Reign Avengers: Free Comic Book Day 2009 Special          | 0-7851-5648-8     | 16 de maig de 2011     |
| 7     | The New Avengers nº55-64; Annual #3; Dark Reign: The List- Avengers; New Avengers Finale                 | 978-0-7851-5676-5 | 21 de setembre de 2011 |

'The New Avengers també s'han compilats en els següents Marvel Omnibus:
| Volum | Material reunit | ISBN       | Data de publicació     | Pàgines |
| ----- | --- | ---------- | ---------------------- | ------- |
| 1     | "Avengers" Volume 1 nº500-503 Avengers Finale The New Avengers nº1-31; Avengers Annual 1 New Avengers: Most Wanted Files; New Avengers: Custom nº676: Army & Air Force Giant -Size Spider -Woman 1 New Avengers: Illuminati (2006) 1 Civil War: The Confession 1 Civil War: The Initiative 1 | 0785164898 | 19 de setembre de 2012 | 1208    |

### New Avengers Vol. 2 (2010)
| Títol                 | Material reunit                                     | ISBN           | Data de publicació     |
| --------------------- | --------------------------------------------------- | -------------- | ---------------------- |
| New Avengers—Vol. 1   | New Avengers Vol. 2 nº1-6                           | 978-0785148722 | 26 de gener de 2011    |
| New Avengers—Vol. 2   | New Avengers Vol. 2 nº7-13                          | 978-0785148746 | 31 d'agost de 2011     |
| Avengers: Fear Itself | Avengers Vol. 4 nº13-17 New Avengers Vol. 2 nº14-16 | 978-0785163480 | 25 de gener de 2012    |
| New Avengers—Vol. 3   | New Avengers Vol. 2 nº16.1, 17-23                   | 978-0785151791 | 16 de maig de 2012     |
| New Avengers—Vol. 4   | New Avengers Vol. 2 nº24-30                         | 978-0785161561 | 28 de novembre de 2012 |
| New Avengers—Vol. 5   | New Avengers Vol. 2 nº31-34                         | 978-0785161585 | 5 de març de 2013      |

### New Avengers Vol. 3 (2013)
| Títol                                | Material reunit                                      | ISBN              | Data de publicació     |
| ------------------------------------ | ---------------------------------------------------- | ----------------- | ---------------------- |
| New Avengers Vol. 1: Everything Dies | New Avengers Vol. 3 nº1-6                            | 978-0785168362    | 16 de juliol de 2013   |
| New Avengers Vol. 2: Infinity        | New Avengers Vol. 3 nº7-12                           | 978-0785168379    | 14 de gener de 2014    |
| New Avengers Vol. 3: Other Worlds    | New Avengers Vol. 3 nº13-17                          | 978-0785154846    | 1 de juliol de 2014    |
| New Avengers Vol. 4: Perfect World   | New Avengers Vol. 3 nº18-23                          | 978-0785154853    | 18 de novembre de 2014 |
| Avengers: Time Runs Out, vol. 1      | Avengers vol. 5 nº35-37; New Avengers vol. 3 nº24-25 | 978-0-7851-9341-8 | 14 de gener de 2015    |
| Avengers: Time Runs Out, vol. 2      | Avengers vol. 5 nº38-39; New Avengers vol. 3 nº26-28 | 9780785193722     | 10 de març de 2015     |
| Avengers: Time Runs Out, vol. 3      | Avengers vol. 5 nº40-42; New Avengers vol. 3 nº29-30 | 9780785192220     | 26 de maig de 2015     |
| Avengers: Time Runs Out, vol. 4      | Avengers vol. 5 nº43-44; New Avengers vol. 3 nº31-33 | 9780785192244     | 30 de juny de 2015     |

### New Avengers Vol. 4 (2015)
| Títol                                          | Material reunit                                       | ISBN              | Data de publicació     |
| ---------------------------------------------- | ----------------------------------------------------- | ----------------- | ---------------------- |
| New Avengers: A.I.M. Vol. 1: Everything is New | New Avengers vol. 4 #1-6, Avengers vol. 6 excerpt nº0 | 978-0785196488    | 10 de maig de 2016     |
| New Avengers: A.I.M. Vol. 2: Standoff          | New Avengers vol. 4 nº7-11                            | 978-0-7851-9649-5 | 16 d'agost de 2016     |
| New Avengers: A.I.M. Vol. 3: Civil War II      | New Avengers vol. 4 nº12-16                           | 978-1-302-90235-3 | 28 de desembre de 2016 |